# Abraham Adolf Kaiser

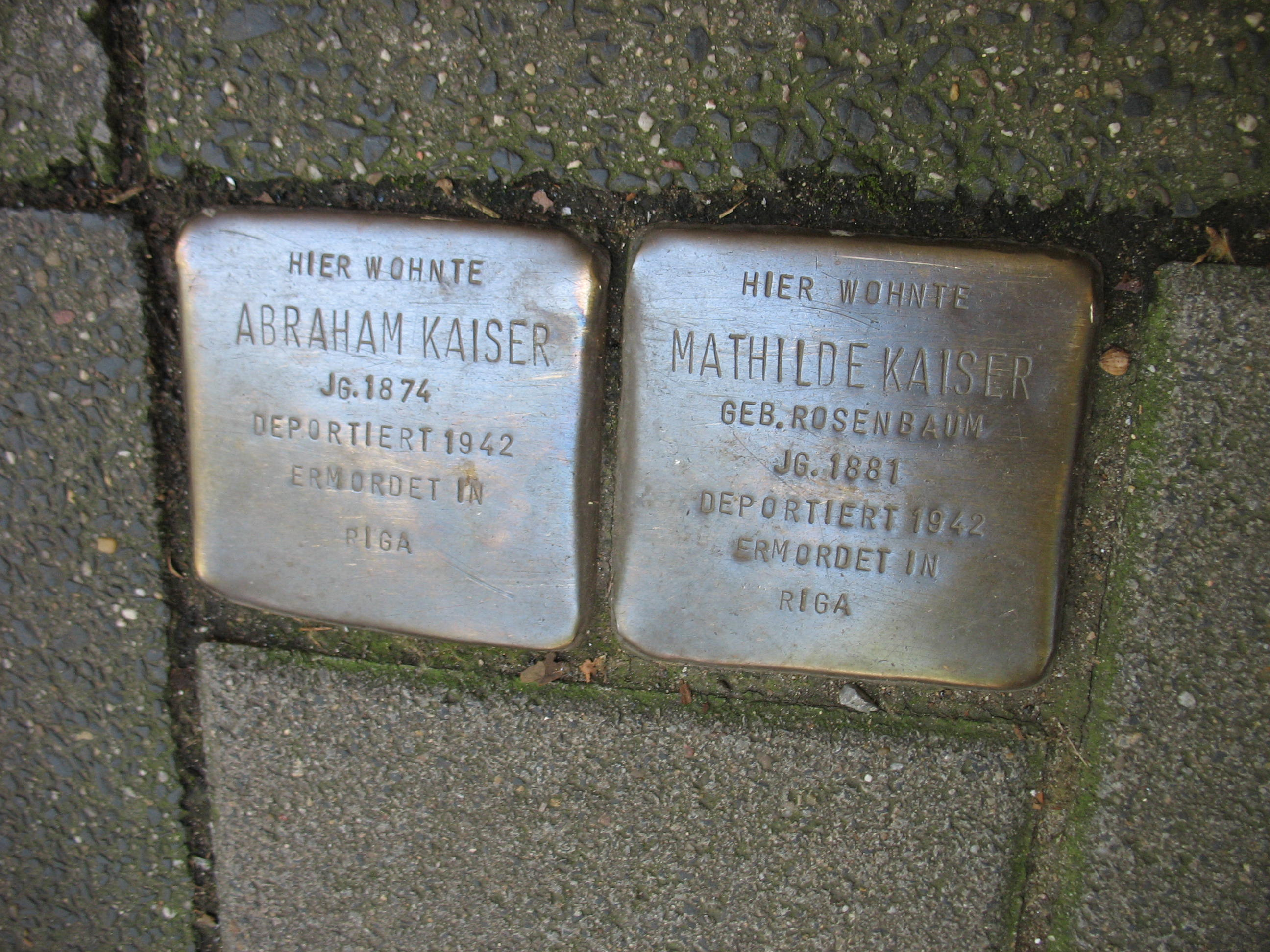
Stolpersteine in der Mainstraße 15

Abraham Adolf Kaiser (geboren 6. März 1874 in Herlinghausen; gestorben 1942 im Ghetto Riga) aus Duisburg war ein deutscher Jude, der gegen den Nationalsozialismus in Deutschland opponierte.

## Leben
Kaiser hatte während der Olympischen Spiele in Berlin, die zur Anerkennung des NS-Systems im Ausland beitragen sollten, am 6. August 1936 einen anonymen Brief an den amerikanischen Sprinter Jesse Owens geschrieben, der mit „civis german“ (ein deutscher Bürger) unterzeichnet war. Nach dem Bericht der Gestapo, die bei der Wohnungsdurchsuchung bei Kaiser angeblich eine Durchschrift fand, sei in dem Brief Deutschland als „ein Land der Barbarenherrschaft und Schreckensherrschaft“ bezeichnet worden, „in welchem Verbrecher am Ruder wären, zwei Millionen politischer Gefangener schmachteten und deutsche Richter willfährige Henkersknechte der Machthaber“ seien. Kaiser habe Owens aufgefordert, „die goldene Olympiamedaille dem Blutmenschen Adolf Hitler vor die Füße zu werfen und ostentativ abzureisen, um diesen Mördern und Barbaren für ihren Hochmutsdünkel eine Lektion zu geben.“. Vor Gericht wies Kaiser darauf hin, dass er sich vom Schwarzen Owens eine solche Aktion erhoffte, da er ja ebenfalls als Nicht-Arier denunziert werde.
Wie die Gestapo Kaiser als Absender des Briefes identifizierte, ist nicht überliefert. Kaiser wurde von einem Düsseldorfer Sondergericht  am 2. Oktober 1936 wegen des Briefes zu achtzehn Monaten Gefängnis verurteilt. Nach der Pogromnacht im November 1938 kam Kaiser wie viele Juden in Schutzhaft, er wurde acht Monate lang im KZ Dachau festgehalten. Als im Herbst 1941 der Judenstern eingeführt wurde, weigerte sich Kaiser, das Zeichen an seiner Kleidung zu tragen. Im Oktober 1941 wurde er erneut festgenommen und am 13. Januar 1942 nach Riga deportiert, wo die Masse der dorthin deportierten deutschen Juden Opfer des Holocaust wurde.
Über das weitere Schicksal Kaisers ist nichts bekannt.
Stolpersteine erinnern in der Duisburger Mainstraße 15 an Abraham Kaiser und Mathilde Kaiser.